# Claude-Winnie Pefolé
Claude-Winnie Pefolé Fotsing est une juriste et écrivaine camerounaise.

## Biographie
Claude-Winnie Pefolé Fotsing est une magistrate camerounaise, diplômée de l'École nationale d'administration et de magistrature (ENAM) du Cameroun et poursuit des études doctorales en droit privé à l'Université de Douala.
Elle œuvre pour la promotion des droits des femmes et des jeunes filles et dirige une association dédiée à la défense de ces droits. Elle a participé à plusieurs programmes internationaux, notamment le Queen Elizabeth Scholarship-Advanced Scholars Program, dans le but de mener des recherches approfondies sur les questions de genre et les droits des femmes.
En tant qu'auteure, elle a publié plusieurs ouvrages, parmi lesquels Handicapped et Handicapé-e. Ces ouvrages abordent des problématiques sociales et juridiques liées aux droits des personnes handicapées, mettant en lumière les défis juridiques et sociaux auxquels elles sont confrontées,.

## Publications
- 2020 : Handicapped et Handicapé-e